# Загданський Євген Петрович
Загда́нський Євге́н Петро́вич (нар. 7 січня 1919, Київ — пом. 8 вересня 1997, Київ) — радянський і український сценарист, редактор, кінознавець. Заслужений працівник культури УРСР (1969).

## Життєпис
Народився 7 січня 1919 р. в Києві в родині робітника. Закінчив юридичний факультет Київського державного університету ім. Т. Г. Шевченка (1954). Учасник Великої Вітчизняної війни. 
Працював на Київській кіностудії науково-популярних фільмів (1952—1979). Був її головним редактором (1961—1979), один з творців «київської школи наукового кіно» в кінці 60-х — початку 70-х років.
Нагороджений орденами Червоної Зірки, Трудового Червоного Прапора, медалями, Почесною грамотою Президії Верховної Ради УРСР, значком «Відмінник кінематографії СРСР». 
Був членом Спілки кінематографістів України.

## Фільмографія
Автор сценаріїв науково-популярних і мультиплікаційних фільмів:
- «Соняшники» (1957)
- «Як людина створила бога» (1958)
- «Оптимістичні етюди» (1959)
- «Електронний консиліум» (1959, Перша премія Всесоюзного кінофестивалю, Київ, 1960)
- «Уривки з повісті» (1960)
- «Підірваний світанок» (1965, Диплом зонального огляду, Ленінград, 1966)
- «Полювання за іксом» (1966)
- «Сім кроків за обрій» (1968, приз «Золотий астероїд» Міжнародного кінофестивалю, Трієст, 1967)
- «День восьмий, або перший урок мислення» (1971, мультфільм)
- «Якщо не я, то хто ж?» (1973)
- «Чому у віслюка довгі вуха» (1977, мультфільм)
- «Про фаталіста, волюнтариста і філософію» (1979)
- «Люлька миру» (1979, мультфільм)
- «Коли зустрічаються двоє» (1980, мультфільм)
- «Грані пошуку» (1980, у співавт.) та ін.
- «Аліса в Країні чудес» (1981, мультфільм)
- «Аліса в Задзеркаллі» (1982, мультфільм)
- «Третій вік» (1982)
- «Казка про карасів, зайця та бублики» (1984, мультфільм)
- «В межах можливого» (1985)
- «Я себе питаю» (1985)
- «В пошуках прибульців» (1987)

## Публіцистика
Автор книг: «Стрибок у безсмертя» (1960, вийшла 1963 р. окремою книжкої у видавництві «Молодь»),  «Фільми, образи, формули» (К., 1971), «Від думки до образу» (К., 1986), багатьох статей у збірниках і періодичній пресі. 

## Пам'ять
- У 2010 році Андрій Загданський створив стрічку «Мій батько Євген».